# Kotaluoto (ö i Norra Savolax, Kuopio, lat 62,97, long 27,35)
Kotaluoto är en ö i Finland. Den ligger i sjön Haaringainen och i kommunen Kuopio i den ekonomiska regionen  Kuopio ekonomiska region  och landskapet Norra Savolax, i den centrala delen av landet, 300 km norr om huvudstaden Helsingfors. Öns area är 0,1 hektar och dess största längd är 70 meter i sydöst-nordvästlig riktning.